# Лирој Торнхил
Лирој Торнхил (енгл. Leeroy Thornhill; Баркинг, 8. октобар 1968) је британски музичар и бивши играч у бенду The Prodigy. 

## Биографија
Рођен је 8. октобра 1968. године у Баркингу (Есекс) у Енглеској, али је детињство провео у Брејнтрију. Као дечак био је велики фан фудбала и Џејмса Брауна (James Brown). Лирој се прикључио Продиџију заједно са Китом Флинтом након што су чули неке од ствари које је урадио Лијам Хаулет. Обојица су били играчи на живим наступима бенда, који је убрзо постао највећи на рејв сцени. Лиројев стил играња неки описују као „трчање у месту“. По сопственим речима, није ишао ни у какву школу, нити га је ико учио да игра, већ је сам измислио свој препознатљиви стил играња. Године 2000, Лирој је напустио бенд јер је осећао како за њега има све мање места на живим наступима, нарочито откако је његов колега Кит Флинт преузео микрофон, а музика бенда добила све више гитарских елемената. Лирој је издавао различите EP-ове као Longman и Flightcrank, али ниједан од његових пројеката није доживео већи успех. Лирој тренутно ради као ди-џеј на већим наступима и још увек је у контакту са Продиџијем. Било је гласина да ће радити као ди-џеј пред наступе Продиџија, како би „загрејао“ публику. На својим регуларним ди-џеј наступима често миксује песме Продиџија.